# Gilles Lemay

Bischofswappen von Gilles Lemay.

Gilles Lemay (* 24. Februar 1948 in Sainte-Emmélie) ist ein kanadischer Geistlicher und emeritierter römisch-katholischer Bischof von Amos. 

## Leben
Der Weihbischof in Québec, Laurent Noël, spendete ihm am 11. Mai 1974 die Priesterweihe.
Papst Johannes Paul II. ernannte ihn am 11. Februar 2005 zum Weihbischof in Québec und Titularbischof von Eguga. Die Bischofsweihe spendete ihm der Erzbischof von Québec, Marc Kardinal Ouellet PSS, am 10. April desselben Jahres; Mitkonsekratoren waren Jean-Pierre Blais, Weihbischof in Québec, und Eugène Tremblay, Bischof von Amos.
Am 22. Februar 2011 wurde er zum Bischof von Amos ernannt und am 15. April desselben Jahres in das Amt eingeführt.
Vom 25. Juni 2019 bis zum 21. März 2020 war er zusätzlich während der Sedisvakanz Apostolischer Administrator des Bistums Rouyn-Noranda.
Am 16. September 2023 nahm Papst Franziskus seinen altersbedingten Rücktritt an.